# Stéphane Rossetto
Stéphane Rossetto (Melun, 6 april 1987) is een voormalig Frans wielrenner.
In 2005 won Rossetto de Chrono des Nations bij de junioren. Hij reed in 2009 voor de Franse wielerclub CC Nogent sur Oise en won hij de Ronde van Gironde. In 2010 kwam hij uit voor Vacansoleil. Hij reed hier slechts een jaar, en keerde daarna terug naar CC Nogent sur Oise. Van 2013 tot 2014 reed Rossetto voor BigMat-Auber 93. Dankzij enkele goede resultaten, waaronder het eindklassement in de Boucles de la Mayenne, wist hij voor 2015 een transfer te versieren naar Cofidis.

## Belangrijkste overwinningen
2005
Chrono des Nations, Junioren
2009
Eindklassement Ronde van Gironde
2012
4e etappe Circuit des Ardennes
1e etappe Tour des Pays de Savoie
Eindklassement Tour des Pays de Savoie
2013
4e etappe Ronde van de Limousin
2014
Eindklassement Boucles de la Mayenne
2018
4e etappe Ronde van Yorkshire

## Resultaten in voornaamste wedstrijden
| Jaar | Ronde van Italië | Ronde van Frankrijk | Ronde van Spanje |
| ---- | ---------------- | ------------------- | ---------------- |
| 2013 |                  |                     |                  |
| 2014 |                  |                     |                  |
| 2015 |                  |                     | opgave           |
| 2016 |                  |                     | 61e              |
| 2017 |                  |                     | 54e              |
| 2018 |                  |                     | 54e              |
| 2019 |                  | 100e                | 127e             |
| 2020 | 63e              |                     |                  |

| Jaar | Luik-Bast.‑Luik | Ronde van Lombardije | Waalse Pijl | Parijs-Tours |
| ---- | --------------- | -------------------- | ----------- | ------------ |
| 2013 |                 |                      |             | 39e          |
| 2014 |                 |                      |             | 120e         |
| 2015 | 85e             |                      | 57e         |              |
| 2016 |                 | 32e                  |             | 105e         |
| 2017 | 61e             | 75e                  | 78e         |              |
| 2018 |                 |                      |             |              |
| 2019 |                 | 44e                  |             |              |
| 2020 |                 |                      |             |              |

## Ploegen
- 2010 –  Vacansoleil Pro Cycling Team
- 2013 –  BigMat-Auber 93
- 2014 –  BigMat-Auber 93
- 2015 –  Cofidis, Solutions Crédits
- 2016 –  Cofidis, Solutions Crédits
- 2017 –  Cofidis, Solutions Crédits
- 2018 –  Cofidis, Solutions Crédits
- 2019 –  Cofidis, Solutions Crédits
- 2020 –  Cofidis
- 2021 –  Saint Michel-Auber 93 vanaf 4 februari
- 2022 –  Saint Michel-Auber 93